# 川榛
川榛（学名：Corylus heterophylla var. sutchuenensis）为桦木科榛属下的一个变种。

## 扩展阅读
- 維基物種上的相關：川榛